# Parobamba (distrito)
O Distrito peruano de Parobamba é um dos quatro distritos que formam a Província de Pomabamba, situada no Ancash, pertencente a Região Ancash, Peru.

## Transporte
O distrito de Parobamba é servido pela seguinte rodovia:
- PE-12A, que liga a cidade de La Pampa ao distrito de Uchiza (Região de San Martín) [2][3][4]